# 運転室展望ビデオ
運転室展望ビデオ（うんてんしつてんぼうビデオ）とは、その名の通り列車の運転室にカメラを設置し走行中の映像をリアルに記録したビデオ作品の事を指す。"前面展望ビデオ"とも言う。
1988年（昭和63年）頃から発売が始まり、現在ではDVDやBlu-ray Discなど様々なメディアで販売されている。現在はほとんどがメーカー品だが、以前は素人の撮った作品も販売されていた。